# Мелекеок (деревня)
Мелекеок (палау Melekeok) — населённый пункт в Палау, административный центр штата Мелекеок. Расположен на восточном побережье крупнейшего острова страны — Бабелтуап. Является самым восточным населённым пунктом в Палау. 
В двух километрах к северо-западу от деревни находится город Нгерулмуд, ставший столицей Палау в октябре 2006 года. Из деревни хорошо видно здание местного Капитолия.

## Галерея
- Штат Мелекеок на карте
- Местный пляж